# Bibliothèque Sino-Internationale
La Bibliothèque Sino-Internationale (chinois simplifié : 中国国际图书馆 ; chinois traditionnel : 中國國際圖書館, ci-après BSI) était une bibliothèque et agence culturelle chinoise active entre 1932 et 1950 à Genève, en Suisse, et de 1951 à 1993 à Montevideo, en Uruguay.
La BSI visait à améliorer la connaissance dans le monde de la vie et de la culture chinoise. Ses collections comptaient près de 200'000 volumes, auxquels s'ajoutaient des collections spéciales de peintures, calligraphies, photographies, dessins d'enfants et de divers artefacts tels que des costumes et des instruments de musique. La BSI organisa de nombreux évènements à Genève, dans d'autres villes européennes, et plus tard à Montevideo : expositions d'art, conférences, cours et projections cinématographiques. Elle publia deux périodiques: Orient et Occident (1934-1936) et Chine Illustrée (China Illustrated, China Illustriert, 中國畫報 1935-1937) ainsi que des monographies.
En 1950, à la fondation de la République populaire de Chine, la BSI fut intégralement transportée à Montevideo, et déposée à la Bibliothèque nationale de l'Uruguay. En 1993, le cœur de la bibliothèque, dont la totalité des ouvrages chinois, fut transporté à Taipei et intégré dans les collections de la Bibliothèque nationale centrale de Taïwan.

## Organisation
Constituée en association privée, la BSI était financée par un Comité des Membres Fondateurs dont le siège était à Genève et dont les statuts étaient établis en vertu du droit suisse. L’institution fut reconnue et subventionnée par le gouvernement de Nanjing, par décision du Yuan exécutif.
La composition du Comité de la BSI recoupe largement celle de la Commission Nationale Chinoise  (chinois traditionnel : 國際文化合作中國聯盟) de la Commission Internationale de Coopération Intellectuelle de la Société des Nations. Les principaux membres du Comité étaient Li Shizeng, Zhang Renjie, Wu Zhihui and Cai Yuanpei, cofondateurs à Paris en 1906-07 de la Che Kiai Cheu (Société du Monde, chinois traditionnel : 世界社 ; pinyin : Shijie she).
Le Comité comptait de nombreuses personnalités de la Chine républicaine, telles que : Chiang Kai-Shek, Wang Jingwei, Hu Hanmin, Sun Fo, T.V. Soong, etc. Parmi les membres occidentaux, on trouvait Joseph Avenol, Édouard Herriot, Ludwig Rajchman et Eduard Von der Heydt.
Les directeurs successifs de la BSI ont été Hu Tianshi and Xiao Zicheng.

## Lieux

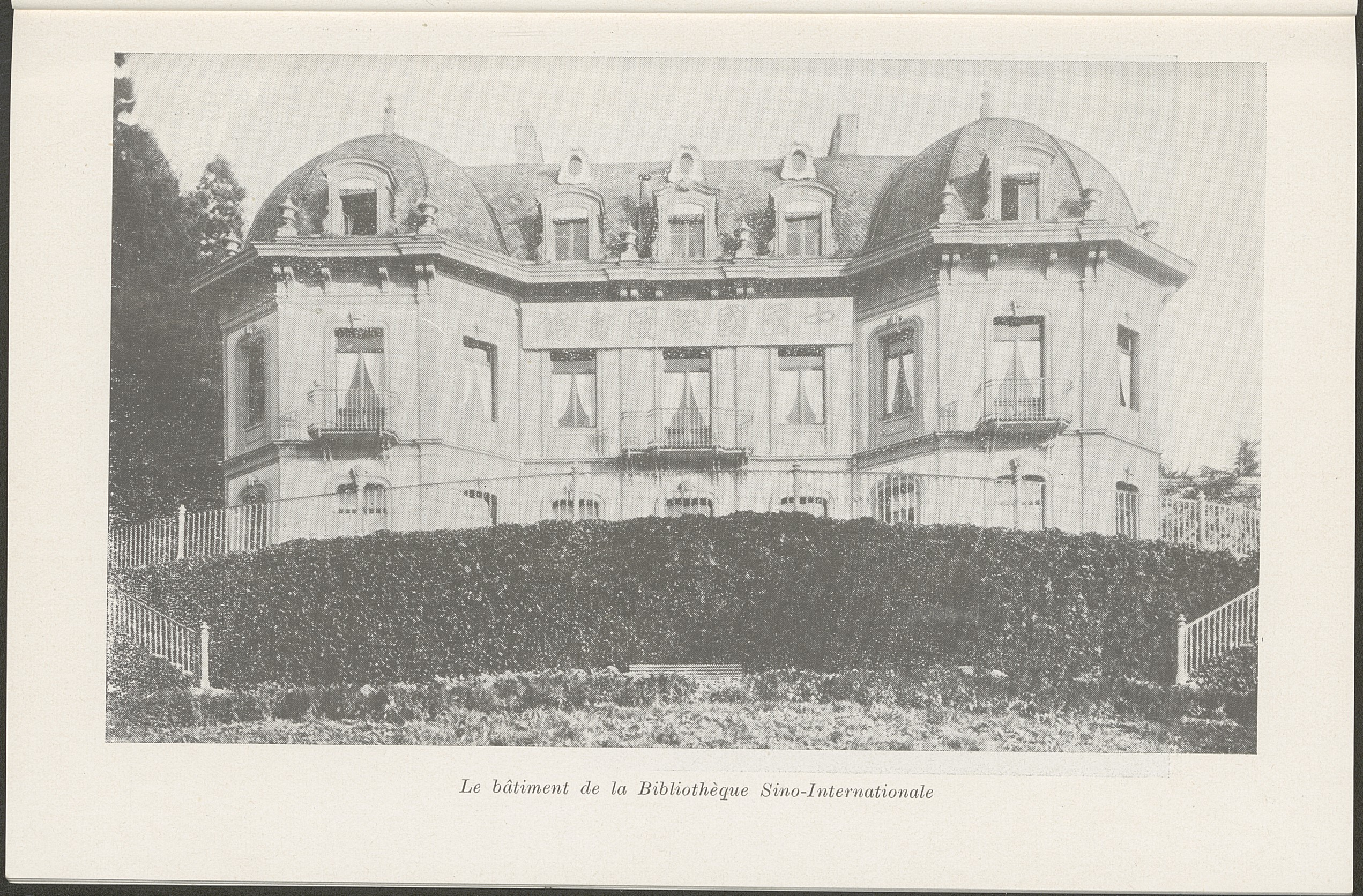
The BSI at the Château de Montalègre, 1936.

A Genève, le BSI occupa trois adresses consécutives : initialement située au centre-ville, au 5, route de Florissant, elle déménage en septembre 1934 au Château de Montalègre, dans la commune de Cologny. Dès octobre 1937, elle est installée au Pavillon du désarmement du Palais Wilson
Une Section de Shanghai de la BSI était située au numéro 393 de la Route Fergusson - aujourd'hui 393 Wukanglu (chinois simplifié : 武康路), dans une maison appartenant à la Che Kiai Cheu (Société du Monde). D'autres Sections avaient été envisagées à Nice, Lyon, et New York, mais elles semblent ne pas avoir été finalisées.

## Collections
Les collections de la BSI étaient considérables. D'après une description de 1939 elles comprenaient 125'000 livres et manuscrits chinois et 30'000 livres en langues occidentales. Des inventaires ultérieurs mentionnent 200'000 volumes.
Parmi les ouvrages rares se trouvaient des livres Chinois de la période Ming, ainsi qu'un exemplaire original de la grande encyclopédie de 1725 Gujin Tushu Jicheng (chinois : 古今圖書集成 ) en 6'000 volumes. Les collections spéciales contenaient des peintures et calligraphies Chinoises anciennes et modernes, un large ensemble de dessins d'enfants, près de 4000 photographies et des artefacts tels que des costumes et des instruments de musique.

## Événements et visiteurs
De nombreux événements furent organisés par la BSI, dont une Exposition d'Art Chinois en 1935 au Kursaal de Genève comprenant 1000 pièces, une exposition de dessins d'enfants chinois en 1935 à Genève et au Pestalozzianum (en) de Zürich, la projection de films tels que Love and Duty (1931 chinois : 恋爱与义务) dont l'unique copie existante fut trouvée dans les collections de la BSI à Montevideo. Des conférences étaient régulièrement organisées, par exemple sur la musique chinoise par Xiao Shuxian ou sur le féminisme chinois par Marcela de Juan (es). De nombreuses personnalités visitèrent la BSI, telles que le philosophe et diplomate Hu Shih, l'acteur d'opéra Mei Lanfang, l'actrice de cinéma Hu Die ou l'auteur Gao Changhong.

## La BSI à Montevideo
La proclamation de la République populaire de Chine entraîna rapidement une reconnaissance par la Suisse du nouveau régime (17 janvier 1950). D'après son propre récit, Li Shizeng considérait que la BSI était en risque d'être saisie par les nouvelles autorités. Des contacts furent pris avec les autorités urugayennes par l'entremise de Hugo Fernández Artucio (es), qui avait contribué au côté de Li Shizeng au Free World magazine (en) à New-York. L'intégralité de la bibliothèque, soit 350 caisses, fut transportée par le train vers Gênes puis par bateau jusqu'à Montevideo.
Les documents d'archives restés à Montevideo donnent à penser que la BSI était en situation financière précaire. Son transport depuis Genève et son installation à Montevideo furent financés par le gouvernement Uruguayen. La bibliothèque resta longtemps en caisses, avant qu'un important espace, inauguré le 3 avril 1967, lui fut consacré dans le nouveau bâtiment (1965) de la Bibliothèque nationale de l'Uruguay.
A Montevideo, la BSI poursuivi son action de dissémination culturelle, organisant des évènements tels que l'exposition de 1969 3000 anos de arte Chino.

## Destin ultérieur
En mars 1993, une lettre à l'entête de la Che Kiai Cheu demanda la reddition des collections de la BSI. Après négociation, le cœur de la bibliothèque, dont tous les livres chinois, fut transportée à Taiwan. Les collections sont aujourd'hui intégrées à la Bibliothèque nationale de Taïwan (en) à Taipei. Quelques documents et des archives sur la BSI, sont encore conservés  dans la section des matériaux spéciaux de la Bibliothèque nationale de l'Uruguay.